# Pike Road (Alabama)
Pike Road é uma cidade localizada no estado americano de Alabama, no Condado de Montgomery.

## Demografia
Segundo o censo americano de 2000, a sua população era de 310 habitantes.
Em 2006, foi estimada uma população de 303, um decréscimo de 7 (-2.3%).

## Geografia
De acordo com o United States Census Bureau, a localidade tem uma área de 9,6 km², sem área coberta por água.

## Localidades na vizinhança
O diagrama seguinte representa as localidades num raio de 40 km ao redor de Pike Road.